# Autoroute A 260
Die Autoroute A 260 ist eine geplante französische Autobahn, die die Autobahnen A 16 und die A 26 zwischen Boulogne-sur-Mer und Saint-Omer verbinden soll. Die Fertigstellung war für das Jahr 2015 vorgesehen.
Die vorhandene Straße D 942, die in großen Teilen bereits vierspurig ausgebaut ist, soll hierfür entsprechend umgebaut bzw. hochgestuft werden. Im Endzustand soll die Autobahn 39,0 km lang sein.